# Kotlouban
Kotlouban (russe : Котлубань) est un établissement humain de l'oblast de Volgograd.

## Histoire
Des tombes sarmates ont été découvertes à Kotlouban.
Lors de la bataille de Stalingrad, Kotlouban est l'objet de plusieurs contre-offensives menées par les 1re armée de la Garde, 24e et 66e armées soviétiques contre le XIVe corps blindé allemand en septembre-octobre 1942.
Le 29 septembre 2024, un dépôt de stockage de missiles, de munitions et d’explosifs et où se trouveraient des missiles iraniens est touché par des drones ukrainiens.

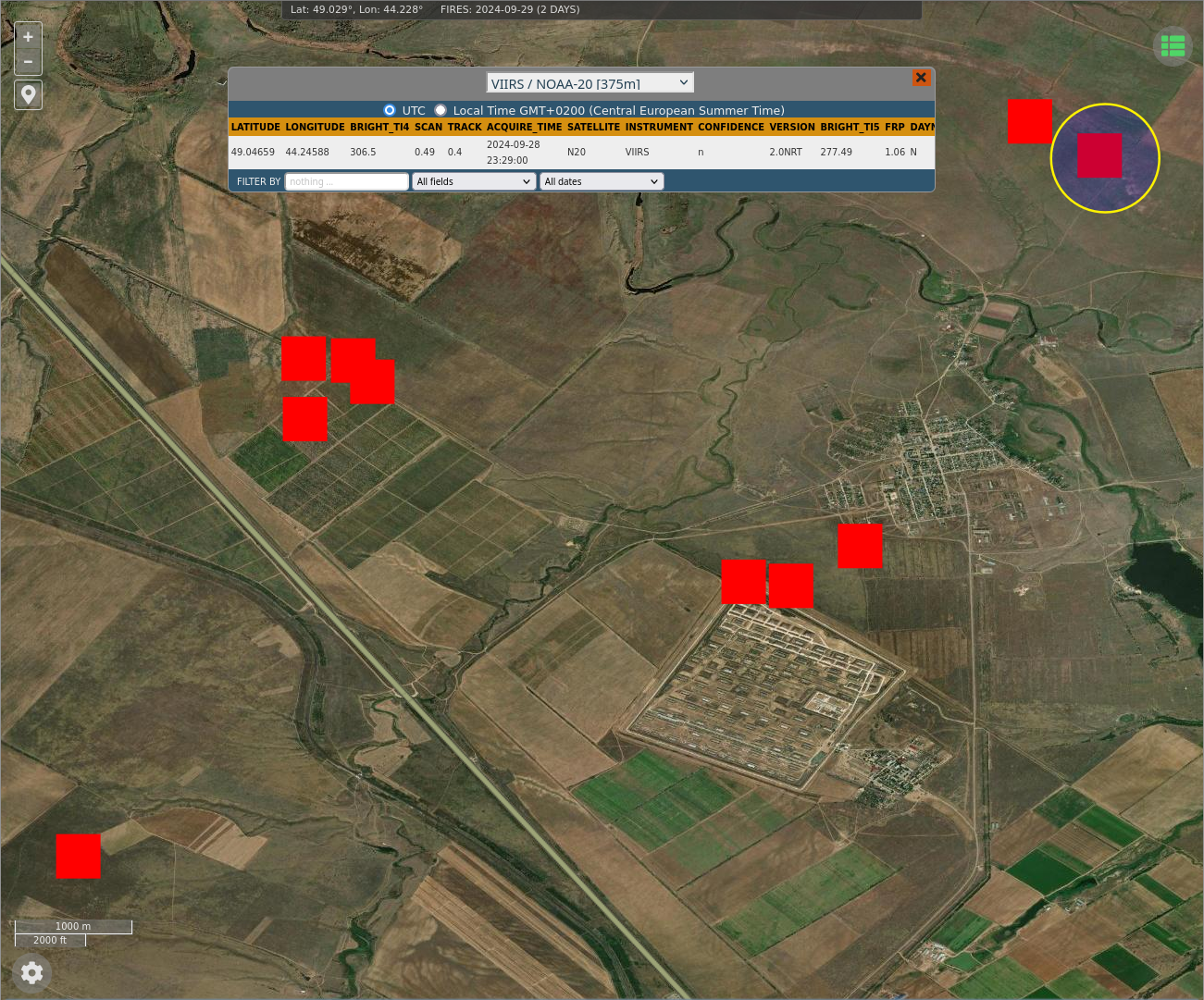
Les incendies qui se sont déclarés le 29 septembre près de Kotlouban ont été détectés par les satellites FIRMS de la NASA, la première détection a eu lieu à 23h29 (UTC) le 28 septembre.

## Géographie
Le lieu est situé à proximité d'une petite rivière et d'un petit lac.
Le lieu est situé à proximité de la route européenne 119 reliant Volgograd au bord de la Volga à Moscou en Russie.

Situation géographique